# Koffiefontein
Koffiefontein is een dorp met 10.000 inwoners, in de provincie Vrijstaat in Zuid-Afrika. In 1870 werd er diamant gevonden in de nabijheid van het dorp. De laatste mijn is in de jaren '80 van de 20e eeuw gesloten.

## Subplaatsen
Het nationaal instituut voor de statistiek, Stats SA, deelt sinds de census 2011 deze hoofdplaats in in 4 zogenaamde subplaatsen (sub place), waarvan de grootste zijn:
Ditlhake • Koffiefontein Diamond Mine • Koffiefontein SP1 • Rooibult.